# Otto Donner
Otto Donner (* 22. April 1902 in Berlin; † 30. Juni 1981 in Washington) war ein deutsch-amerikanischer Staatswissenschaftler.

## Werdegang
Donner studierte von 1925 bis 1933 am Institut für Konjunkturforschung in Berlin. Von 1933 bis 1934 studierte Donner am  Institut für Weltwirtschaft an der Universität Kiel. 1935 trat Donner dem NS-Kraftfahrkorps bei.
Von 1935 bis 1937 war er beim  Statistischen Reichsamt beschäftigt. 1937 war Donner Dozent an der Deutschen Hochschule für Politik.
Von 1938 bis 1939 war Otto Donner beim Reichsaufsichtsamt für das Kreditwesen beschäftigt. In den Jahren 1940 bis 1943 war er persönlicher Referent von Staatssekretär Erich Neumann. Von 1940 bis 1943 war er geschäftsführender Leiter der Forschungsstelle für Wehrwirtschaft der Dienststelle Vierjahresplan bei Hermann Göring, dem Beauftragten für den Vierjahresplan. Der Vierjahresplan war eine wirtschafts- und sozialpolitische Stabsabteilung, an deren Spitze ein »kleines Zentralbüro« mit etwas mehr als hundert Stellen stand. Von dieser wurden die einzelnen Wirtschaftsressorts kontrolliert, und Hermann Göring sollten Entwürfe »zur Abstimmung der Einzelarbeiten, Beseitigung von Mangellagen und Gefahrenpunkten« gemacht werden. 1947 erhielt Donner die US-Staatsbürgerschaft und eine Professur in Washington.
Von 1952 bis 1956 war Donner stellvertretender, geschäftsführender Direktor für die Bundesrepublik Deutschland (anfangs auch für Jugoslawien) beim IWF. Von 1954 bis 1968 war Donner Exekutivdirektor für die Bundesrepublik bei der Weltbank. Ebenso war Otto Donner ab 1960 geschäftsführender Direktor bei der Internationalen Entwicklungsorganisation.

## Ehrungen
- 1968: Großes Verdienstkreuz mit Stern der Bundesrepublik Deutschland

## Veröffentlichungen
- Die Saisonschwankungen als Problem der Konjunkturforschung Berlin, Reimar Hobbing, 1928
- Geld und Konjunktur: Beiträge zur gegenwärtigen Wirtschaftspolitik Verlag:  Berlin : C. Heymann, 1934
- Statistik Hamburg : Hanseatische Verlagsanstalt 1937 in Grundzüge der Rechts- und Wirtschaftswissenschaft ; Reihe B
- Kriegskosten und Grenzen der Staatsverschuldung mit Bernhard Benning, Jena: Fischer 1942
- Zum Unbehagen über die Entwicklungshilfe : Vortrag Berlin ; München : Duncker & Humblot 1962 in Sonderschrift des ifo Institut für Wirtschaftsforschung ; Nr. 32
- Amerikas drei Wirtschaftsziele in Vortragsreihe des Deutschen Industrieinstituts Köln : Deutsche Industrieverlagsgesellschaft